# Gen Heck
Gen Heck was een middeleeuws kasteel in de Nederlandse buurtschap Hegge, provincie Limburg. Van het kasteel zijn geen restanten bewaard gebleven. 

## Naamgeving
De naam Gen Heck verwijst naar de aanwezigheid van een haag of omheining. Mogelijk is deze naam eerst aan de buurtschap Gen Heck (het tegenwoordige Hegge) gegeven en pas later overgegaan op het toen inmiddels verdwenen kasteel.

## Geschiedenis
Het kasteel Gen Heck behoorde tot de heerlijkheid Schinnen en lag op korte afstand van de kastelen Ter Borch en Ten Dijcke. Over de stichting van het kasteel is niets bekend. In 1260 bleek de kanunnik Goblion van Schinnen eigenaar van het omgrachte goed, met bijgebouwen en vijvers. Goblion was verbonden aan het kapittel van Sint-Pieter in Luik. Hij was een zoon van Godefridus III van Schinnen, heer van Rode. De familie Van Schinnen is reeds bekend uit oorkonden van begin 13e eeuw. Toen Goblion overleed in 1288 liet hij de gebouwen en gronden na aan het klooster van Sint-Gerlach in Houthem, maar het vee en de meubels werden nagelaten aan het personeel en aan Goblions dochter.
Nadat het kasteel door een brand was beschadigd, is het door het klooster nooit meer herbouwd. Vermoedelijk had men alleen interesse in de landgoederen en was er geen behoefte aan een kasteel. Toen eind 18e eeuw het klooster door de Fransen werd opgeheven en de eigendommen geconfisqueerd, kwamen de landgoederen van Gen Heck in particuliere handen terecht. In 1890 was Gen Heck in eigendom bij het kasteel Ter Borch.
De laatste restanten van de slotgracht zijn in de 20e eeuw gedempt.

## Beschrijving
In 1890 vonden er opgravingen plaats bij de restanten van de slotgracht. Er werd muurwerk aangetroffen van 0,65 meter dik, bestaande uit gemetselde mergelblokken. Binnen de grachten bleek een kelder aanwezig met een afmeting van 7 bij 7 meter, met op de bodem een houten vloer. Ook is er aardewerk gevonden. Uit houtkoolresten en verkleuringen op het muurwerk blijkt dat er brand heeft gewoed waarbij het bovengrondse gebouw is verwoest. Het zal hierbij waarschijnlijk zijn gegaan om een woontoren. De restanten zijn niet gedateerd, maar het is aannemelijk dat ze stammen uit de middeleeuwen.
Van de slotgracht waren tot begin 20e eeuw nog restanten zichtbaar. Op basis van deze resten is berekend dat de omgrachting een afmeting had van circa 65 bij 65 meter.
Over het kasteelterrein is in 1896 de spoorlijn van Sittard naar Heerlen gebouwd. Aan de noordzijde van deze spoorlijn is begin 20e eeuw een kolenspoor aangelegd en in de tweede helft van de 20e eeuw verrees er een Amerikaanse legerbasis.
Aerwinkel · Kasteel Afferden · Aldt Huys · Aldenborgh · Kasteel Aldenghoor · Aldenhoven · Alte Burg · Kasteel Amstenrade · Slot Annendael · Kasteel Arcen · Baersdonck · Bakvliet · Baronsberg · Baxhof · Beegden ·  Benzenrade · Kasteel De Berckt · Kasteel Bethlehem · Beusdaelshof · Binsfeld · Huis Blankenberg · Kasteel Bleijenbeek · Blitterswijck · Boerlo · Bolberg · Bollenberg · Kasteel De Bongard · Borggraaf · Kasteel d'Erp · Kasteel Borggraaf · Kasteel Borgharen · Kasteel Born · Huis Bree · Breust · Kasteel Broekhuizen · Broekhuizen · Gracht Burggraaf · Kasteel De Burght · Kasteel Cartils · Cloppenburg (Oost-Maarland) · Kasteel Cortenbach · Huis De Dael · Dammerscheid · Kasteel De Bockenhof · De Donck (Sevenum) · De Donck (Swolgen) · De Dorth ·  Huis ten Dijcken · Kasteel Doenrade · De Doom · Douve · Douvenrade · De Dries · Kasteel Erenstein · Kasteel Eijsden · Eijsden · Einrade · Kasteel Elsloo · Ensenbroek · Eperhuis · Etzenraderhuuske · Exaten · Kasteel Eijckholt · Kasteel Eyckholt · Eys · Gastendonck · Kasteel Genbroek · Gebroken Slot · Kasteel Geijsteren · Kasteel Op Genhoes · Kasteel Genhoes · Genneperhuis · Kasteel Het Geudje · Kasteel Geulle · Kasteel Geusselt · Geijsteren · Gen Heck · Ghoor · Kasteel Goedenraad · Kasteel Grasbroek · Kasteel Groenendaal · Groethof · Groot Paarlo · Kasteel van Gronsveld · De Gun ·Kasteel Haeren · Kasteel Den Halder · Heerlaer · Heeze · Heijen · 's-Herenanstel · Kasteel Hillenraad · Kasteel Hoensbroek · Hoenshuis · Holstrate · Holtmühle · Huize Holtum · Kasteel Horn · De Horst · Huys ter Horst · Ten Hove (Grathem) · Ten Hove (Panningen) · Huis Brias · Huis Darth ·  Kasteel Hurpesch · Kasteel Sint-Jansgeleen · Kasteel Jerusalem · Kasteel Kaldenbroek · Den Kamp · Kasteel Karsveld · Kasteel Keverberg · Klein Paarlo · Klimmender Huuske · De Kolck · Koppelberg · Laar · Landsfort · Kasteel Lemiers · Kasteelruïne Lichtenberg · Kasteel Limbricht · Lonesteyn · Huize Lovendael · Mazenburg · Kasteel van Meerlo · Kasteel Meerssenhoven · Meezenbroek · Kasteel van Mheer · Middelaar · Kasteel Millen · Kasteel Montfort · Movert · Mulrode · De Munt · Château Neercanne · Kasteel Neubourg · Nienghoor · Huis Nierhoven · Kasteel Nieuwenbroeck · Nije Huys · Kasteel Nijenborgh · Kasteel Nijswiller · Nijthuysen · Kasteel Obbicht · Oedenrade · Kasteel Ooijen · Kasteel Oost (Valkenburg) · Kasteel Oost (Oost-Maarland) · Kasteel Ouborg · Overen · Kasteel Passarts-Nieuwenhagen · Prickenis · Prinsenhof · Puth · De Putting · Raath · De Raay · Ravenhof · Kasteel Reijmersbeek · Kasteel van Rijckholt · Kasteel Rivieren · Rodenbroek · Rosendaal · Kasteel Schaesberg · Kasteel Schaloen · Te Scharen · Schenkenburg · Kasteel Scheres · De Spijker (Geijsteren) · De Spijker (Leeuwen) · Huis Severen · Sibberhuuske · Château St. Gerlach · Spraland · Huis De Spyker · Huize Stalberg · Stalberg (Wellerlooi) · De Steeg · Kasteel Stein · Steinhagen · Steenen Huis · Stoel van Swentibold · Strijthagen (Landgraaf) · Strijthagen (Welten) · Struyver · Kasteel Terborgh · Terlinden (Wijnandsrade) · Terveurdt · Ter Weyer · Kasteel Ter Worm · De Tombe · Huis De Torentjes · Triest · Trippaert · Kasteel Vaalsbroek · Kasteel Vaeshartelt · Valkenburg · Vliek · De Vroenhof · Vrijburg · Kasteel Wambach · Warenberg · Well · Weyershof ·  Wijlre · Kasteel Wijnandsrade · Wijnandsrade · Wijnantshof · Wissegracht · Huize Witham · Kasteel Wittem · Wolfrath · Wylre